# 廖志勇
廖志勇（Victor Liu Chi‑yung, JP）為香港公務員，自2020年4月9日起擔任香港民航處處長，接替李天柱。作為處長，廖志勇主管香港的空中交通管理、航空安全監管及與國際機構的合作。

## 個人經歷
廖志勇於香港出生，自小對航空事務抱有濃厚興趣。1990年2月，他加入香港政府，最初於社會福利署任職，並於同年11月轉任政務主任職系下的行政主任。
1992年3月，廖轉調至香港民航處，正式投身航空事務。加入民航處初期，他先後在空中交通管理、飛行標準、適航監督等部門任職，並於2006年晉升為總民航事務主任（Chief Operations Officer）。其後於2011年出任助理處長，主管飛行標準、飛行培訓、機師執照及飛機適航規管等範疇。
2016年5月，他獲委任為副處長，負責統籌空中導航系統、安全監管與航空監察項目，包括三跑道系統的空管配套規劃與試行。期間，他亦多次代表香港政府參與國際民航組織（ICAO）亞太區的航空安全技術合作工作。
2020年4月9日，廖志勇接替李天柱，出任香港民航處第六任處長。他上任後，致力推動香港空域現代化工程，擴展模擬訓練與航空監察系統，並重視無人機管理框架之制定。他亦代表香港出任 ICAO 亞太區航空安全小組主席、以及國際適航聯盟亞洲副主席，提升本港民航標準與國際協作程度。

## 任內政策與事務發展

### 三跑道系統空管配套
廖志勇處長主導香港國際機場三跑道系統（3RS）的空中交通配套措施，包括新控制塔、240+ 顆全景監控鏡頭、數碼停機坪與智慧 AI 預警系統，並推進相關航管設備、航管人員培訓及飛行檢查。該系統獲民航處與機管局共同研發，並因卓越成效獲得國際獎項。

### 低空經濟與無人機規管
因應無人機使用激增，廖志勇帶領民航處自2022年起推出風險為本的《小型無人機令》附例，針對重量25公斤或以下無人機實施註冊、培訓、考核和保險等監管制度，並打造「SUA一站通」電子平台，截至2025年已有超過4.3萬架無人機註冊。他亦宣布將監管範圍擴至重達150公斤的無人機、表演活動及專業作業，以平衡創新與安全。

### 航空安全檢查與貨運安保
在疫情期間，他積极推行航空貨物安全檢查機制，於2020–21年間實施對出口空運貨物的逐步100 %全檢政策；並組建超過130個非機場檢查站，以符合ICAO標準。

### 國際合作與區域協同發展
廖志勇增強香港民航與國際合作的力度，出任ICAO亞太區航空安全小組主席，推動中國內地–港澳跨境航管合作。他亦於2025年5月訪問北京並與中國民航局簽署多項航空安全技術合作協議，涵蓋飛行員培訓、航管技術與跨境直升機服務等。